# Путо
Путо (итал. putto дијете) или пути  (итал. putti дјеца), лик малог, нагог или лако обученог дјечака у сликарству, вајарству и као умјетнички украс на грађевинама, чесмама и сл. Купидон представљен кроз лик пута назива се аморино (итал. amorino).

## Етимологија
Облик putti је множина италијанске речи putto. Италијанска рiјеч putto потиче од латинске рiјечи putus, што значи дијете. У данашњем италијанском језику putto означаva бебу крилатих анђела или, ређе, тек проходалог дјечака. 

## Историјат
Пути потичу од античких ликовних приказа Ероса, Амора и генија (зидна слике у Помпеји). Класични мотиви пута пронађени су на саркофазима из 2. века у приказима плеса, баханалских обреда и спорта. У хришћанској иконографији представља анђела. Спорадично се јавља у XIV вијеку, а чешће у доба ренесансе. У доба барока и рококоа појављује се као редован декоративни реквизит у митолошким и сакралним композицијама.